# 눈부신 하루 (2005년 영화)
"눈부신 하루"(One Shining Day)는 대한민국에서 제작된 민동현 감독의 2005년 드라마, 판타지, 멜로/로맨스 영화이다. 또한 눈부신 하루에는 모리 유키에 등이 주연으로 출연하였고, 차보현 등이 제작에 참여하였다.

## 출연

### 주연
- 모리 유키에
- 스기노 키키
- 김동영
- 정대훈
- 이소연
- 시오타 사다하루

### 조연
- 조희봉
- 장우재
- 민복기
- 한받
- 김주령
- 최승환
- 유채목
- 오정세

## 기타
- 프로듀서: 곽용수
- 프로듀서: 오주은
- 프로듀서: 김성호
- 프로듀서: 채보연
- 제작실장: 서유정
- 제작부: 남윤수
- 제작진행: 허승
- 제작투자: 신창균
- 조명: 강대희
- 조명: 이선영
- 조명: 김춘호
- 조명: 최성원
- 그립: 김지양
- 조연출: 김흥민
- 조연출: 윤은경
- 조연출: 한경훈
- 스크립터: 안도 다이스케
- 동시녹음B팀: 김신용
- 동시녹음B팀: 이순성
- 동시녹음B팀: 이다경
- 동시녹음B팀: 주명훈
- 동시녹음B팀: 정인호
- 믹싱: 김태성
- 믹싱: 이찬욱
- 믹싱: 표용수
- 미술: 김유미
- 미술: 백경인
- 미술: 홍지
- 미술: 김하영
- 특수분장: 강란아
- 분장: 김현희
- 분장: 김혜연
- 의상: 박혜인
- 의상: 송자인
- 의상: 정혜성
- 마케팅부문: 오류미
- 마케팅부문: 이혜경
- 음향부문: 김수덕
- 통역-일본어스크립터: 안도 다이스케
- 후반작업: 노재원